# Andi Gutmans
Andi Gutmans est un programmeur israélien, développeur du langage de programmation PHP et cofondateur de Zend Technologies.
Depuis le 3 février 2009, Andi Gutmans est CEO de Zend Technologies. 

## Biographie
Diplômé d'un B.A en informatique du Technion à Haïfa, Gutmans et son compagnon d'études Zeev Suraski créèrent le PHP 3 en 1997. En 1999, ils conçurent le Zend Engine, en fait le cœur du langage PHP 4, et fondèrent Zend Technologies qui, depuis, est à la pointe des développements PHP. Le nom "Zend" est un mot-valise de leurs prénoms, Zeev et Andi.
Gutmans est membre de l'Apache Software Foundation, et fut nommé en 1999 pour le FSF Award for the Advancement of Free Software.
En 2004, il écrivit un livre intitulé "PHP 5 Power Programming" avec Stig Bakken et Derick Rethans.
En 2007, Computerworld le fait figurer dans la liste des 40 personnalités innovantes du monde IT de moins de 40 ans à suivre de près. 